# Eraxasilus pruinosus
Eraxasilus pruinosus là một loài ruồi trong họ Asilidae. Eraxasilus pruinosus được Carrera miêu tả năm 1959. Loài này phân bố ở vùng Tân nhiệt đới.